# Рікардо Аранеда
Рікардо Анібал Аранеда Авілес (ісп. Ricardo Anibal Araneda Aviles; 3 січня 1971) — чилійський професійний боксер, чемпіон Південноамериканських ігор.

## Аматорська кар'єра
- 1990 року став чемпіоном Південної Америки і Південноамериканських ігор у категорії до 75 кг.
- 1992 року став чемпіоном Південної Америки вдруге.
- На Олімпійських іграх 1992 переміг Луїса Уго Мендеса (Уругвай), а у другому бою програв Лі Син Бе (Південна Корея).
- 1994 року став чемпіоном Південноамериканських ігор у категорії до 81 кг.
- 1995 року, програвши у фіналі Аріелю Ернандесу (Куба), завоював срібну медаль на Панамериканських іграх в категорії до 75 кг.
- 1996 року на чемпіонаті Південної Америки завоював срібну медаль.
- На Олімпійських іграх 1996 програв у першому бою Акакію Какауридзе (Грузія).
- 1998 року став чемпіоном Південноамериканських ігор втретє.
- На чемпіонаті Південної Америки 1999 програв у першому бою Уго Гарай (Аргентина).

## Професіональна кар'єра
Впродовж 2004—2005 років провів п'ять боїв на професійному рингу.